# Tramwaje w Port-au-Prince
Tramwaje w Port-au-Prince − zlikwidowany system komunikacji tramwajowej w stolicy Haiti, Port-au-Prince, działający w latach 1878–1932.

## Historia

### Tramwaje konne
W 1876 powstała spółka Compagnie des Chemins de Fer de Port-au-Prince (CCFPP). Spółka ta w październiku 1877 zamówiła sześć otwartych wagonów tramwajowych w firmie J. G. Brill Co. w Filadelfii. System tramwaju konnego otwarto 17 stycznia 1878. Pierwsza linia połączyła Croix des Bossales z Champ de Mars. Jako że tramwaj okazał się sukcesem to w kolejnych tygodniach zamówiono kolejne cztery wagony u tego samego producenta. Zbudowano także drugą linię w Grand-Rue. Niestety na nowej linii miały miejsce częste wykolejenia, w związku z czym, w 1880. obsługę linii przejęły omnibusy. W 1885 CCFPP zbankrutowała i w kwietniu 1888 zlikwidowano tramwaje konne. 

### Tramwaje parowe i benzynowe
W 1896 spółka Comité des Negociants d'Haiti rozpoczęła budowę dwóch linii, które wcześniej zlikwidowano oraz dwóch nowych linii podmiejskich. Wszystkie linie miały mieć szerokość toru 762 mm oraz obsługiwane przez tramwaje parowe. Nowa spółka obsługująca tramwaje Société des Tramways de Port-au-Prince zamówiła lokomotywy parowe w HK Porter Co. w Pittsburghu o wadze 8 ton, 5 o wadze 12 t w Lokomotivfabrik Krauss w Monachium oraz trzy z Ateliers de Tubize. Zamówiono także 10 otwartych wagonów pasażerskich w Jackson & Sharp Co. w Wilmington. 
Otwarcie pierwszej linii nastąpiło 18 kwietnia 1897. Trasa pierwszej linii przebiegała od Portail St-Joseph wzdłuż Rue du Quai i Rue des Miracles do zajezdni tramwajowej przy Champ de Mars, a stamtąd do Rue des Casernes. Tydzień później otwarto drugą linię, która kursowała na trasie: Portail St-Joseph wzdłuż Grand-Rue do Cimetière (cmentarz). W 1901 spółka Compagnie des Chemins de Fer de la Plaine du Cul-de-Sac (CCFPCS), która obsługiwała linię kolejową o szerokości toru 762 mm z Port-au-Prince do Léogâne kupiła dotychczasowego operatora tramwajów Société des Tramways de Port-au-Prince. Do obsługi linii podmiejskich spółka zakupiła 25 tonowe lokomotywy. W 1912 i 1918 planowano elektryfikację sieci tramwajowej w mieście Port-au-Prince. W 1915 spółka Haitian American Sugar Corporation (Hasco) kupiła CCFPCS i zmieniła nazwę operatora tramwajów na Chemin de Fer Central or Central Railroad. W kolejnych latach uruchomiono tramwaje benzynowe. Ostatecznie system zlikwidowano w 1932. 